# 立花京子
立花 京子（たちばな きょうこ、 1932年 - 2011年）は、日本の歴史家。東京出身。日本中世史（戦国史）について執筆活動をする。
お茶の水女子大学理学部数学科卒業。東京教育大学理学研究科数学専攻修士課程修了。
1987年から1996年まで朝日カルチャーセンターで古文書講座（講師は林英夫・立教大学名誉教授）を受講。その間1990～2001年一橋大学経済学部池享教授ゼミに参加。2000～2002年神奈川大学経済学部三鬼清一郎教授ゼミに参加。2002年「信長権力と朝廷」でお茶の水女子大学人文科学博士。
織田信長の三職推任問題に関する研究で「晴豊公記」の新解釈を示し、今谷明に評価された。『信長と十字架』では、信長はイエズス会の支援を受けて天下統一の事業に乗り出したが、後にイエズス会に見捨てられ、本能寺の変で謀殺されたと主張した。しかし、鈴木眞哉を始めとして、立花の史料検証・解釈を批判する者が多い。

## 著書
- 『信長権力と朝廷』（岩田書院、2000年）
- 『信長と十字架―「天下布武」の真実を追う』(集英社新書、2004年）